# Große Moschee von Yama
Die Große Moschee von Yama ist eine Freitagsmoschee im Dorf Yama in der Landgemeinde Badaguichiri in Niger.

## Geschichte
Die Dorfältesten von Yama (auch Yaama oder Yamma geschrieben) beschlossen 1962 die Erbauung einer neuen Freitagsmoschee. Bis dahin hatte es nur kleine Nachbarschaftsmoscheen im Dorf gegeben. Mit der Planung nach ihren Vorgaben betrauten sie Falké Barmou, einen in Yama ansässigen traditionellen Architekten. An den Bauarbeiten wirkte die Dorfbevölkerung mit.
Nach der ersten Bauphase war die Moschee eine einfache rechteckige Hypostyl-Gebetshalle mit einem Mihrāb als einzigem zweiten Raumbereich. Anlässlich von Renovierungsarbeiten im Jahr 1975 versah Falké Barmou das Gebäude mit einem neuen Dach und einer Kuppel, ferner schuf er im Inneren durch die Entfernung einer Säule einen zentralen Platz zwischen den Säulenreihen. Ab 1978 ließ er einen Eingangszubau sowie vier monumentale Ecktürme errichten, die der Moschee ein unverwechselbares Erscheinungsbild gaben. Die Bauarbeiten waren 1982 weitgehend abgeschlossen.
Die Baumaterialien – vor allem Lehm – und die Bautechniken waren lokalen Ursprungs in der Hausa-Architekturtradition, wenn auch Falké Barmou und die Dorfbewohner in der Ausführung experimentelle und innovative Ansätze verfolgten. Die Große Moschee von Yama wurde 1986 mit dem Aga-Khan-Preis für Architektur ausgezeichnet. Sie gilt als Falké Barmous Hauptwerk. Sämtliche seiner Lehmmoscheen in der Region Tahoua stehen seit 2006 auf der Tentativliste zum UNESCO-Welterbe.
Wie bei Lehmbauten in der Region üblich, sind insbesondere beim Verputz kontinuierliche Erhaltungsmaßnahmen erforderlich. Teile des Gebäudes sind eine ständige Baustelle. Der Prozess der für die Moschee zu leistenden Opfer spielt eine wichtige Rolle im religiösen Leben der Dorfbevölkerung.

## Lage und Architektur
Die Große Moschee von Yama liegt auf flachem Terrain im Ortszentrum. Mit 23 Metern Länge und 18,7 Metern Breite nimmt sie eine Fläche von 430,1 Quadratmetern ein. Der Haupteingang befindet sich im Norden zur Hauptstraße hin. Rund um die Moschee erstreckt sich ein unregelmäßig geformter ummauerter Hof, der besonders in seinem südlichen Teil ein Areal für religiöse Aktivitäten außerhalb des Hauptgebäudes bietet.
Die rechteckige Gebetshalle weist eine Kuppel sowie 29 Säulen im Inneren auf und wird durch einen Mihrāb mit einem kronenförmigen Aufbau erweitert. An der Fassade der Moschee gibt es zahlreiche kleine Fensterdurchbrüche. Die vier Minarette sind bis zu elf Meter hohe Ecktürme, von denen jeder eigenständig gestaltet ist. Die unten massiv wirkenden Türme verjüngen sich nach oben und schließen jeweils mit einem zarteren skulpturartigen Element ab. Die Fassade ist im unteren Bereich mit gemalten geometrischen Mustern geschmückt. Zu weiteren dekorativen Elementen zählen Nischen, kunstvoll durchbrochene Wandteile und Reliefs.